# ホモフォニー
ホモフォニー（英語: homophony、独語もしくは仏語: Homophonie）とは、単一の旋律要素のもとに、複数の声部が和声を構築する音楽である。和声音楽とも。
対義語はモノフォニーとポリフォニーである。モノフォニーは、単一の声部のみによる音楽であり、ポリフォニーは、対等な独立した複数の声部からなる音楽である。

## 旋律優位のホモフォニー
一般的には、最上声部が独立したリズムによる主旋律となり、他の声部が主旋律を和声的に支える伴奏となっている状態を指す。このような楽曲では、旋律対和声の関係が明確である。

## ホモリズム
主としてドイツ語において、Homophonieの語は、2声部以上が、同じ旋律とリズムで同時に動くことを表す。典型的な用例は賛美歌に見出される。ホモフォニーのテクスチュアについては、ホモリズムという用語も使われる。

## フランス語のhomophonie
フランス語においては、homophonie（オモフォニ）とは、全体が単声で同じ旋律を演奏することの意味で使われることが多い。この場合、モノフォニーとほとんど同義である。